# Aimé Becelaere II
Aimé Becelaere II (Torhout 1907 - 1996) was burgemeester van Torhout.

## Levensloop
Aimé Becelaere II was de zoon van Aimé Becelaere, senator en burgemeester van Torhout.
Net als zijn vader stond hij vaak als plaatsvervanger op lijsten voor wetgevende verkiezingen, in de hoop ooit eens aan de beurt te komen.
Hij was gedurende 42 jaar gemeenteraadslid en gedurende 20 jaar schepen van Torhout. 

## Burgemeester
Toen Gustaaf Pollet in januari 1975 stierf, werd Aimé Becelaere zijn opvolger. Eigenlijk had dit Gerard Beuselinck moeten zijn, maar hij had in 1974 de politieke activiteiten vaarwel gezegd en was naar Brugge verhuisd ter gelegenheid van zijn benoeming tot vrederechter. Becelaere bleef burgemeester tot aan de vernieuwing van de gemeenteraad voor de gefusioneerde gemeente, op 1 januari 1977. In tegenstelling tot andere gemeenten was het voor Torhout maar een minimale fusie, met een uitbreiding van 250 ha en 1165 inwoners. Het aantal gemeenteraadsleden werd wel van 15 op 25 gebracht.
Bij de verkiezingen van 10 oktober 1976 kwam tot uiting dat de CVP fel had geleden door het verlies van kieskrachtige personen zoals Pollet en Beuselinck, alsook Maurits Dedeyne en André Blomme (1911-1996). Bij gebrek aan stevige leiding ontstonden interne twisten. Uit onvrede met haar plaats binnen de CVP, stichtte de populaire schepen Julia Borny-Rosseel een eigen partij onder de naam 'Nieuw'.  De verkiezingsuitslag betekende voor de CVP het verlies van de meerderheid: 44 % en 12 zetels op de 25. Een coalitie gevormd door de partij 'Nieuw' en de socialisten verwees ze naar de oppositie. Aimé Becelaere werd opgevolgd door de socialist Carlos Daled en bleef gemeenteraadslid.
Becelaere keerde in de legislatuur 1982-1988 nog terug als schepen, onder het burgemeesterschap van Roger Windels. Volgens de afspraak nam hij na een paar jaar ontslag.